# Rocky Elsom
Pour les articles homonymes, voir Elsom.

a Compétitions nationales et continentales officielles uniquement.

b Matchs officiels uniquement.
Dernière mise à jour le 2 septembre 2015.
Rocky D. Elsom, né le 14 février 1983 à Melbourne (Australie), est un joueur international australien de rugby à XV évoluant en troisième ligne aile (1,97 m pour 112 kg). Il a également connu un bref épisode professionnel en rugby à XIII.

## Biographie
En 2009, il remporte la Coupe d'Europe au terme d'un contrat d'un an avec la province irlandaise du Leinster. À partir de la saison 2009-2010, il devrait disputer le Super 14 pour la franchise australienne des Brumbies avec lesquels il a signé pour deux ans. Ceci devrait lui permettre de regagner sa place dans la sélection nationale d'Australie. Il évolue généralement au poste de troisième ligne aile mais c'est un joueur complet qui peut jouer à tous les postes de la troisième ligne, ainsi qu'en deuxième ligne. Il est renommé pour l'intensité de son jeu, sa rudesse à l'impact et ses plaquages dévastateurs. Ces différentes qualités ainsi que son prénom font qu'il est surnommé The Rock. En mai 2010, il figure sur la « Dream Team » européenne de l'European Rugby Cup (ERC), à savoir l'équipe-type des compétitions des clubs européens au cours des quinze dernières années, au poste de troisième ligne aile.
Le 13 octobre 2015, l'ancien troisième ligne international qui est jusque-là le principal actionnaire du Racing Club Narbonne Méditerranée (RCNM), est élu à l'unanimité à la tête du club. Le conseil de surveillance avait auparavant entériné la démission d'Anthony Hill (lui aussi australien). En 2016, il quitte le club.

## Carrière

### En club

#### Avec lesNew South Wales Waratahs: 2003-2008
Après avoir joué deux ans avec les Canterbury Bulldogs de Sydney en NRL, Rocky Elsom se tourne vers le rugby à XV en 2003 en rejoignant les Waratahs, franchise représentant la Nouvelle-Galles du Sud. Il y dispute 65 matches du Super 14 en sept saisons. Il est notamment nommé meilleur « flanker » d'Australie en 2007.

#### Avec leLeinster: 2008-2009
Après la Coupe du monde 2007, Rocky termine la saison 2008 avec les Waratahs, avant de partir jouer à l'étranger. Il choisit le Leinster en vue de disputer la H-Cup. Il y rencontre un énorme succès et remporte la Coupe d'Europe après un excellent match contre les Leicester Tigers. Il est nommé joueur européen de l'année 2009, le premier non-irlandais à se voir décerner ce titre de joueur de l'année par les supporters du Leinster.

#### Avec les Brumbies: 2009-2011
En juin 2009, Rocky Elsom signe un contrat avec les Brumbies pour deux ans. Il dispute à nouveau le Super 14 lors de la saison 2010 puis le Super 15 lors  de la saison 2011 mais les blessures ne lui permettent de disputer que treize matches sous son nouveau maillot. Ce retour en Australie lui permet à nouveau d'être sélectionné avec les Wallabies. En 2011, Il retourne aux Waratahs avec un contrat de deux ans.
En 2012 Rocky Elsom devait découvrir le championnat du Japon avec les Kobelco Steelers. Il n'en sera rien puisque l'Australien a été licencié avant même de commencer la saison. La raison ? Un physique défaillant. À 29 ans, l’ancien capitaine des Wallabies n’a pas satisfait à la visite médicale des Kobelco Steelers. Le club nippon a considéré que le troisième ligne ne pourrait pas répondre au rythme élevé du championnat japonais. 
En février 2013, il signe avec le RC Toulon jusqu'à la fin de la saison en tant que joker médical.
En juillet 2014, Rocky Elsom annonce sa reprise dans le rugby professionnel pour la saison 2014/2015 sous les couleurs du Racing Club de Narbonne Méditerranée. Le 13 octobre 2015, il est élu président du Club de Narbonne.

### En équipe nationale
Il honore sa première sélection le 11 juin 2005 contre l'équipe des Samoa mais ne s'affirme en véritable titulaire du numéro 6 qu'en 2007. Il est titularisé quatre fois durant la Coupe du monde 2007 et marque trois essais. En 2008, il quitte l'Australie pour une saison en Europe avec le Leinster et ne dispute donc pas de match international.

### Avec lesBarbarians
En mai 2009, il est sélectionné avec les Barbarians pour deux matches amicaux contre l'Angleterre (victoire 26-33) et l'Australie (défaite 55-7).

## Palmarès

### En club et province
- Finaliste Super 15 en 2005 et 2008
- Champion d'Europe en 2009 avec le Leinster et en 2013 avec Toulon
- Joueur de l'année 2009 de l'équipe du Leinster
- Finaliste du championnat France 2013 avec Toulon
- Vainqueur Tri Nations 2011
- Meilleur joueur Finale Hcup 2009
- Troisième de la Coupe du Monde 2011.

### En équipe nationale
- 1999 : équipe d'Australie des moins de 16 ans
- 2003 : équipe d'Australie des moins de 21 ans
- depuis 2005 : 75 matches avec les Wallabies : 32 en Tri-Nations, 10 en Coupe du monde, et 33 tests internationaux.